# 山本兵吉

山本兵吉（1913年頃撮影）

山本 兵吉（やまもと へいきち、1858年（安政5年) - 1950年（昭和25年）7月）は、日本の猟師。三毛別羆事件のヒグマを退治するなど、生涯で捕ったヒグマは300頭といわれる。北海道留萌郡鬼鹿村温根の沢（現：小平町鬼鹿田代）の住人で、鬼鹿山など当時の天塩国の山を主な猟場とした。

## 略歴
北海道苫前郡初山別村出身とされる。若い頃から山をかけめぐる猟師だったらしく、樺太にいた頃にヒグマを鯖裂き包丁で刺し殺したことから「サバサキの兄」と呼ばれた。また、エゾヤマドリやエゾリスは実弾1発で仕留めることができたと伝えられている。46歳の時に日露戦争が勃発すると兵吉も従軍した。日頃から持ち歩いていた当時のロシア製ボルトアクション方式ライフルベルダンII M1870と、トレードマークの軍帽はこの時の戦利品である。

### 三毛別羆事件
1915年（大正4年）12月9日、北海道苫前郡苫前村三毛別六線沢（現：苫前町三渓）で、開拓民7人がヒグマに殺される三毛別羆事件が発生した。当時57歳の兵吉はこの頃、借金のために銃を質に入れており、たまたま猟を思い立って三毛別付近に来たところで事件を耳にした。三渓（旧三毛別）の住民の話では10日深夜、11日、12日のいずれかにヒグマ討伐隊に参加したというが、詳細は不明である。
13日18時頃、兵吉は討伐隊員の鈴木とヒグマが無人の家に侵入しているのを目撃したが、射殺には至らなかった。
14日、この日は大規模な山中での捜索が行われた。兵吉は討伐隊とは別の道から山に入ると、200メートルほど手前から頂上付近のミズナラの大木で体を休めているヒグマを発見した。兵吉は20メートルほど前進したのち、ハルニレの木に身を寄せ銃を発砲、ヒグマの心臓近くに命中させた。しかし、ヒグマは立ち上がり兵吉をにらんだため2発目を発砲、その弾は頭を貫通したという。10時、7人を殺害したヒグマは兵吉によって命を絶たれた。
兵吉は褒美として北海道庁から無鑑札で軍服と帽子を送られたが、それを着て猟に行くことはなく、普段は手拭いで頬被りをして藁沓を履き、刺し子の上から毛布のような物を体に巻き、肩から鉄砲を背負って猟に出かけていたという。事件での兵吉の活躍は吉村昭の小説「羆嵐」で山岡銀四郎として大きくとりあげられた。

### 事件後

山本家の墓

ヒグマが射殺された日の夜は兵吉を囲んで三毛別青年会館で酒を飲んでいたが、地区長の大川与三吉が村で集めた礼金を渡そうとした際、酒乱気味だった兵吉は「こんなはした金受け取れるか！」と怒り、屋根に向けて発砲したという。
兵吉はその後三毛別に家を建てて、事件前に住んでいた鬼鹿村から家族を呼んで暮らしていた。しかし「熊殺しの英雄」と村人からチヤホヤされるため、酒を飲んでは村人と喧嘩していたという。兵吉は酒を飲んでは妻を殴るので、妻が子どもを連れて鬼鹿村へ帰ることもしばしばあった。そんな兵吉だったが子どもたちには優しく、のちに猟師となる大川春義に熊撃ちのコツをよく教えていたという。兵吉はその後2 - 3年ほど三毛別に住んでいた。
小説や映画などでは素行の悪い人物に描かれることが多いが、初山別村の豊岬郵便局に勤めていた孫の昭光によると、酒を飲むと荒れることもあったが、普段は優しく面倒見のいい人物だったという。
1950年（昭和25年) 7月、故郷の初山別村にて死去。92歳没。

## 逸話
1915年 (大正4年) の春、兵吉は苫前村古丹別（現：苫前町古丹別）の国有林に仲間の猟師と共に入ったところ、ヒグマの冬眠穴を見つけた。仲間に穴の入口を監視させて兵吉は穴の上から杭を打ち込もうとしたところ、足を滑らせ穴の中へ入ってしまった。中のヒグマは唸りながら兵吉の足を持って振り回した。兵吉はヒグマの胸ぐらに抱きついて仲間に、「今だ撃て！」と叫んだが仲間は逃げ去っていた。するとヒグマは兵吉を払いのけて逃げて行った。兵吉は「このときほど参ったのと大物を逃して残念だったことはない」と語っていたという。

## 演じた俳優
※いずれも吉村昭原作の「羆嵐」で、山岡銀四郎として演じた。
- 高倉健（ラジオドラマスペシャル「羆嵐」1980年）
- 三國連太郎（木曜ゴールデンドラマ「恐怖！パニック!! 人喰熊 史上最大の惨劇 羆嵐)